# 菅原神社 (奈良市東九条町)
菅原神社（すがわらじんじゃ）は、奈良県奈良市東九条町にある神社。

## 祭神
- 菅原道真 - 本殿[2]
- 天穂日命 - 右[2]
- 野見宿禰 - 左[2]

## 社殿
一間社春日造檜皮葺で、三間四方の覆屋を持つ。 春日大社摂社榎本神社の旧本殿の移しと伝わる。

## 境内
東寄りに土壇があり、古瓦などが散乱しているが、同所は奈良時代の姫寺遺跡の一部であり、所在地の小字も姫寺と呼ばれる。

## かつての合祀社
1915年（大正4年）、近隣の神社を合祀したが、村人に不慮な出来事が相次ぐなどしたため、そのうちのいくつかは再度分祀され、元の所在地に祀り直された。
合祀された（されていた）神社は以下の通り。
- 厳島神社（東九条城殿山196） - 再分祀された
- 稲荷神社（東九条ホテンド241） - 再分祀された
- 冨神社（東九条宮南1324）

### 厳島神社
小祠に覆屋が設けられており、手前に割拝殿がある。境内には榎の巨樹がある。宝暦11年（1761年）の弁財天講中の記録があり、由緒はかなり古い。

### 稲荷神社
境内は森に覆われ、広さは106坪ある。5つの朱鳥居の奥に春日造の社殿が祀られている。この地は穂積寺跡と伝わり、古瓦なども発見されている。